# Podișul Azov

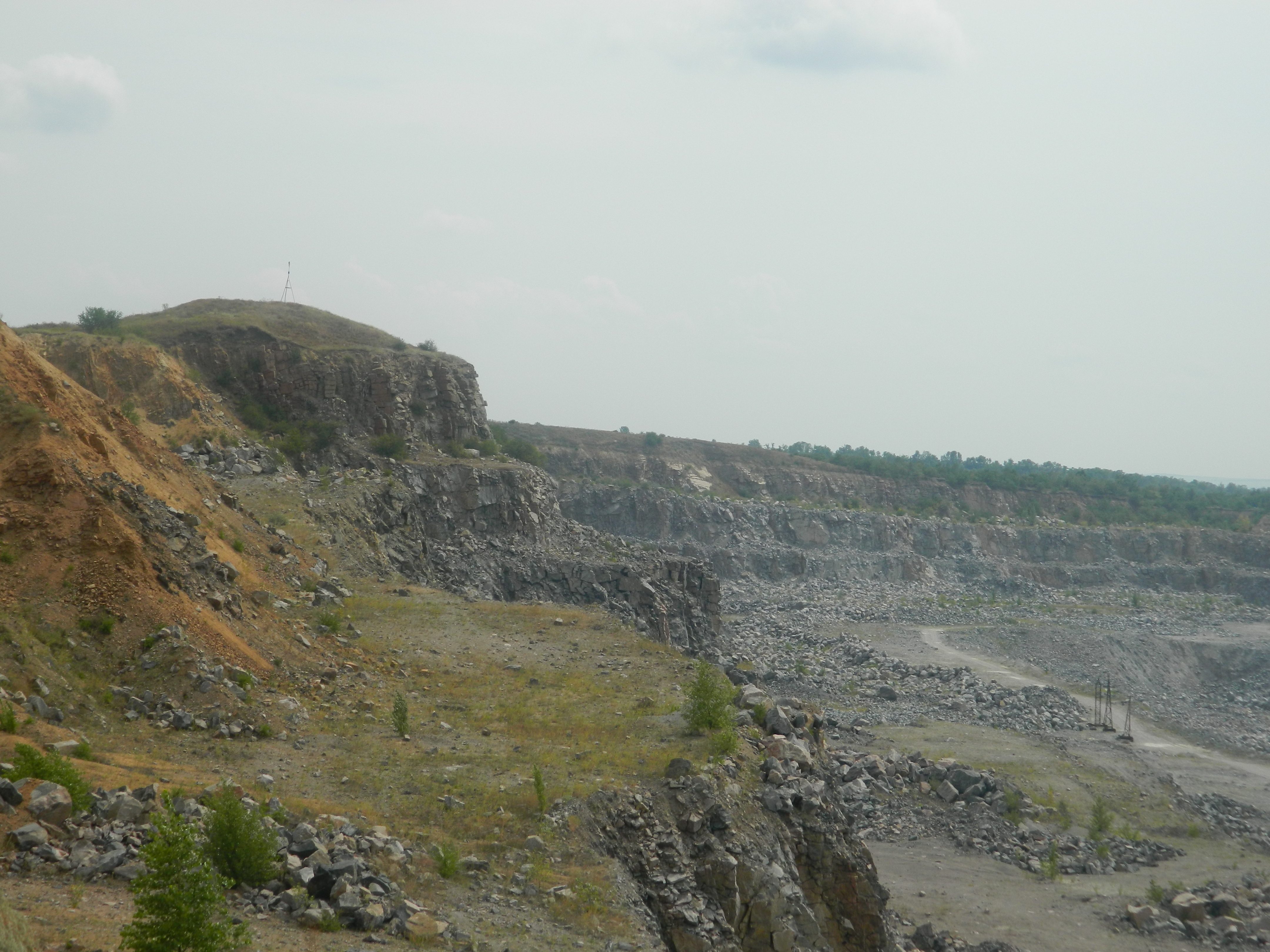
Măgura Belmak lângă marginea carierei Kuibîșev

Podișul Azov sau Podișul Priazovic, Podișul Preazovic, este un masiv deluros în sud-estul Ucrainei, situat în regiunile Donețk și Zaporojie. Se întinde pe 160 km din sud-vest de la cursul superior al râului Molocinaia (la est de râul Nipru) spre nord-est până la râul Gruzski Elancik (podișul Doneț). Se mărginește la nord cu câmpia Niprului, la nord-est cu podișul Doneț, la est și la sud cu câmpia Azov și la vest cu câmpia Mării Negre. Descrește treptat de la nord spre sud. Înălțimile medii în nordul Podișului Azov sunt de 200–300 m, în sudul podișului 50–100–300 m. Cel mai înalt vârf este măgură Belmak (324 m), la 105 km sud-vest de Donețk. Podișul Azov are o structură asimetrică: versantul nordic este scurt, cel sudic este alungit. Geostructural, podișul corespunde proeminenței sud-estice a Scutului Cristalin Ucrainean (masivul cristalin Azov). În limitele Podișului Azov se distinge o subregiune geomorfologică: podișul structural-denudat Azov. Din Podișul Azov izvorăsc râurile Molocinaia, Berda, Obitocinaia și alte râuri. Suprafața Podișului Azov, ușor înclinată (de la nord la sud), este ondulată și formată din dealuri denudate. Cea mai înaltă parte a Podișului Azov este formată de cumpăna apelor dintre bazinul hidrografic al Niprului și Mării Azov (râurile Molocinaia, Obitocinaia, Berda, Kalmius, Gruzski Elancik etc.). Deasupra fâșiei plane, ușor ondulate și monotone a cumpenei apelor, care are  o înălțime de 200-250 m, se ridică în locurile cu roci cristaline resturi de dealuri izolate denudate („butte”), formate din roci cristaline, numite măguri („могилы”) reziduale denudate, care au scăpat eroziunii; ele au o formă ovală cu pante puțin înclinat. Cea mai înaltă dintre ele este măgura Belmak sau Gorila (324 m, după alte surse 327 m); altele sunt măgura Tokmak sau Sinia) (307 m), măgura Korsak, măgura Gonceariha (277 m), măgurile pietroase Kamennîe Moghili, cu înălțimi relative de până la 100 m sau mai înalte. Pantele Podișului Azov, în special cele din sud, sunt brăzdate de vâlcele și văile râurilor (Molocinaia, Berda, Obitocinaia etc.), care în cursurile superioare sunt adânci (până la 100-150 m) și străbat prin roci cristaline, uneori sub formă de canioane, formând praguri și cascade; malurile  lor, brăzdate de vâlcele și râpe, creează un peisaj pitoresc de granit. Cumpăna apelor este, de asemenea, acoperită cu gorgane (kurgane sau tumulus), ridicate de oameni în vremurile străvechi. În procesele moderne de formare a reliefului predomină eroziunea; în nord-estul podișului se află carsturile. Subsolul Podișului Azov este format din roci cristaline: granit, gneis, sienit, migmatită, bazalt etc., acoperite parțial cu caolin, loess, nisip caolinizat și argilă nisipoasă loessoidă; subsolul cristalin se dezgolește nu numai în văile râurilor, ci și în cumpenele apelor. Printre minerale podișului, se numără caolinul, minereul de fier, grafitul, sienitul nefelinic, materialele de construcție etc. Clima din Podișul Azov este temperat-continentală, ca și în lanțul Doneț. Temperaturile și cantitatea de precipitații (400-500 mm pe an) depind și de altitudinile locurilor din podiș. Solurile sunt formate din cernoziomuri obișnuite cu conținut mediu și redus de humus și sunt cultivate pe scară largă. Predomină landșafturile de stepă uscată; vegetația naturală este xerofită și petrofită; pe versanți cresc păiușul oilor (Festuca ovina) și colilia (Stipa) cu amestec de diferite ierburi. Vegetația naturală s-a păstrat mai ales în locurile înclinate și într-o porțiune a rezervației de stepă ucraineană - în măgurile pietroase Kamennîe Moghili. Pământurile propice agriculturii au fost arate aproape în întregime. 